# Công nghệ tình dục
Công nghệ tình dục (hay công nghệ hỗ trợ tình dục) là những công nghệ được thiết kế để tăng cường, đổi mới hoặc thay đổi theo một cách nào đó các hoạt động và trải nghiệm tình dục của con người. Một số ví dụ bao gồm thực phẩm tình dục, đồ chơi tình dục, thuốc tình dục, các vật dụng gợi dục như phim khiêu dâm, sách báo khiêu dâm v.v..
Từ dụng cụ hỗ trợ tình dục thường chỉ những sản phẩm được làm mô phỏng. Ví dụ như dương cụ (mô phỏng dương vật), nhiều kiểu dáng và nhiều màu sắc, dành cho nữ giới để tự đạt khoái cảm giao hợp. Các dương cụ có thể là các đồ vật đơn giản như dưa leo. Cũng có những sản phẩm mô phỏng âm hộ của người nữ, thậm chí người ta còn sản xuất cả búp bê nhựa, có lỗ âm đạo.

## Khởi điểm

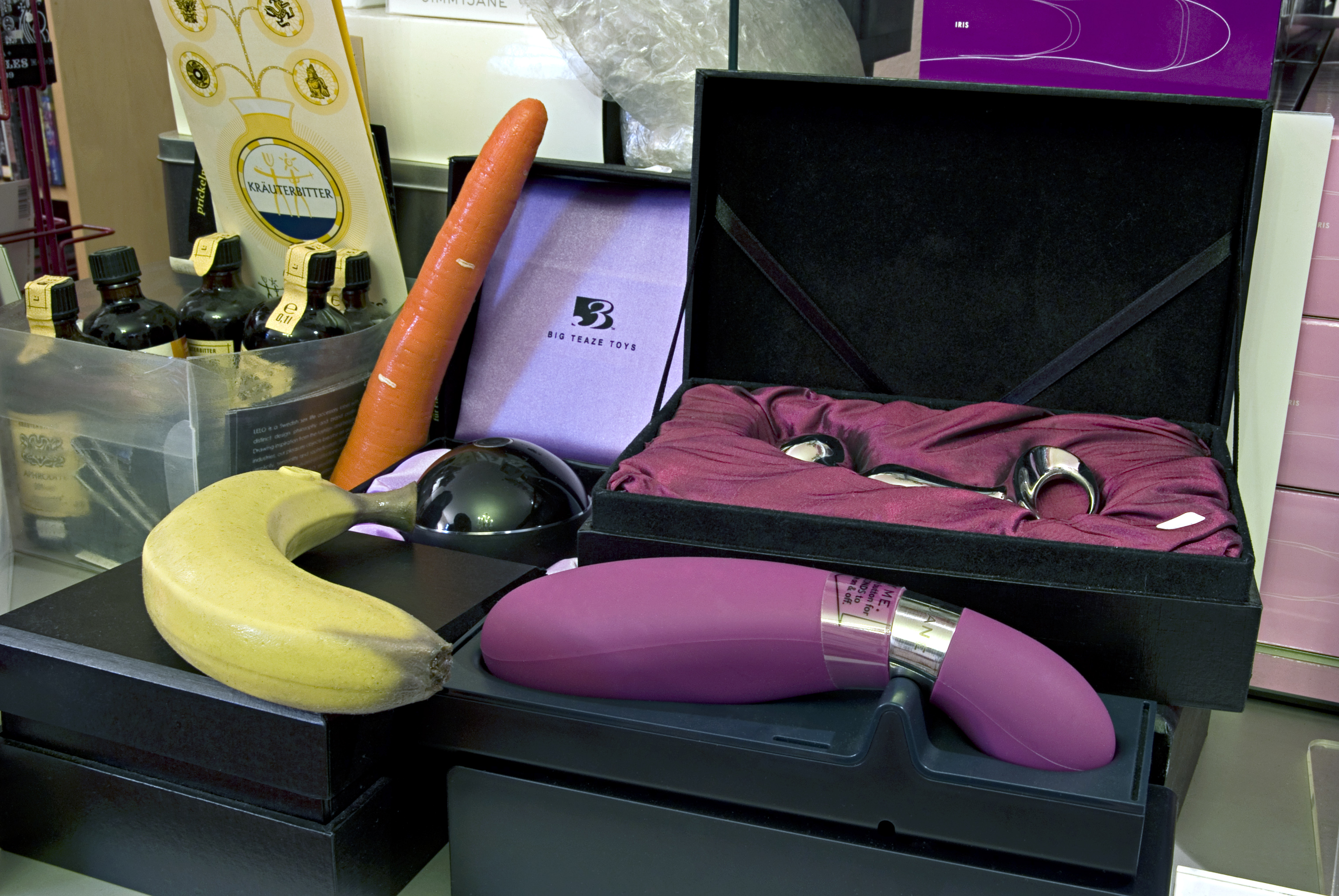
Bộ sưu tập đồ chơi tình dục.

Tình dục mặc dù đơn giản là nhu cầu đòi hỏi của mỗi cá nhân và là bản năng của con người, nhưng không phải lúc nào cũng thuận buồm xuôi gió. Con người nhiều lúc cũng muốn có những cảm giác mới, muốn thỏa mãn nhu cầu mọi nơi, mọi lúc và hơn thế nữa nên những công cụ hỗ trợ tình dục ra đời.
Khó xác định khởi điểm chính xác của chúng, nhưng chung quy ta có thể xác định dựa trên một số tình tiết sau:
- Thời điểm loại dược thuốc tình dục đầu tiên được con người biết đến là thời điểm phát hiện ra động vật mình nuôi bộc phát tình dục đột biến do dùng thảo dược tự nhiên.
- Thời điểm loại đồ chơi tình dục đầu tiên được biết đến là loại đồ chơi "dương cụ" làm bằng hỗn hợp bột và mật ong được sử dụng.
- Thực phẩm tình dục đầu tiên được biết đến chính là các loại động vật hoạt động tính dục mạnh do con người nuôi là dê, ngựa, bò.

## Thuốc tình dục
Thuốc tình dục được chia ra làm hai loại: thuốc bồi bổ cơ thể cường tráng với tình dục và thuốc kích dục.

### Thuốc bồi bổ cơ thể cường tráng với tình dục
Hầu hết đều bắt nguồn từ châu Á là các loại thuốc khiến con người ta khỏe mạnh lên, ham muốn nhiều lên, nhưng chúng không gây hại cho người sử dụng.

### Thuốc kích dục
Có nhiều tranh cãi về thực sự có thuốc kích dục. Có một loại hóa chất có thể gây hưng phấn. Thuốc kích dục nam như Viagra thực chất là chất gây cương cứng chứ không phải là kích dục.

### Thuốc cường dương
Là các loại thuốc giúp cho sự cương của dương vật; hoặc kéo dài thời gian cương của bộ phận này trong quá trình giao hợp; hoặc chữa các chứng bệnh rối loạn cương dương.

## Đồ chơi tình dục

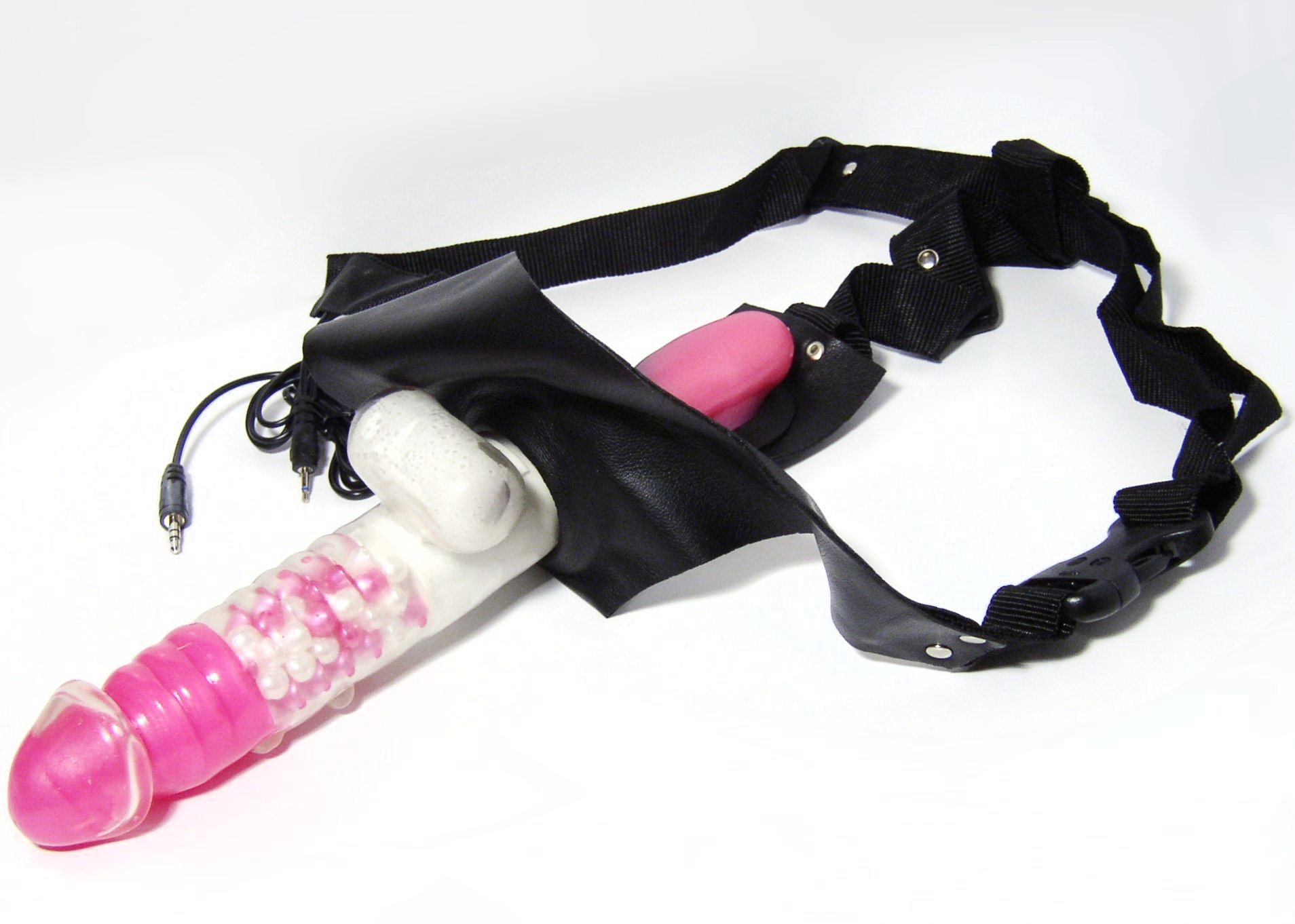
Loại đeo cho phụ nữ

Đồ chơi tình dục ban đầu thì được làm bằng những nguyên liệu hàng ngày của cuộc sống con người như bột, mật ong, cà chua, dưa chuột... Sau này chúng được các công ty chế tạo với nhiều loại nguyên vật liệu.
Ngày nay, nhiều loại đồ chơi tình dục giống thật hơn ra đời để đáp ứng nhu cầu của những người cần. Đó là những đồ vật hình dương vật của nam và hình âm đạo của nữ (thậm chí là búp bê bằng cao su). Chúng có thể chạy bằng điện hoặc không. Loại chạy bằng điện có đặc điểm là đều rung hoặc tiết ra nước hương vị của tinh trùng hoặc mùi nhớt âm đạo của phụ nữ. Loại thường cũng có thể có hương, và người ta phải bôi thêm chất nhờn để dễ dàng đưa vào âm đạo (cho nữ) hoặc đưa dương vật vào nó (cho nam) khi sử dụng.

## Thực phẩm tình dục

### Món ăn tình yêu
Ăn uống không chỉ là nhu cầu đơn thuần mà con người còn tạo ra những hiệu quả đặc biệt như kích thích tình dục (tăng hoặc giảm. Rất nhiều loại thực phẩm được ví như nguồn viagra tự nhiên, giúp tăng ham muốn và kích thích tình dục như trứng, tỏi, dâu tây, hàu, quả hạch, quả bơ, dưa hấu, đinh hương, nghệ tây, rau diếp, cần tây, quả óc chó, măng tây, sô-cô-la (ca cao) v.v..
Ngược lại, có những thực phẩm lại khiến giảm ham muốn tình dục, trong đó phải kể đến rau răm, đồ uống có ga, bia rượu, dầu mỡ, cam thảo v.v.

### Rượu thuốc bổ dương
Rất nhiều loại rượu thuốc xuất xứ từ một số nước châu Á, ngâm các thảo dược, các bài thuốc được bào chế theo công thức (chẳng hạn bài thuốc Minh Mạng thang), hoặc động vật với dụng ý bổ dương cường tinh (bồi bổ năng lực tình dục của con người). Đáng chú ý trong đó có thể kể đến rượu ngâm dâm dương hoắc, cá ngựa, nhung hươu, hải sâm, bộ phận sinh dục của một số động vật như dê, hổ, hải cẩu (với quan niệm "đồng tạng trị liệu") v.v. Tuy nhiên, trong thực tế không thiếu các thứ kỳ lạ được đưa vào ngâm rượu tự phát, hoặc theo đồn thổi không có căn cứ khoa học (rắn, rùa, rết, chuột bao tử, bào thai động vật...), gây những hiểm họa khó lường cho khả năng tình dục của con người.

## Văn hóa phẩm tình dục

### Phim ảnh gợi dục
Là những phim khiêu dâm, tranh ảnh, nhạc có những cảnh khiêu dâm gây kích thích tình dục. Tùy theo vùng miền mà phim ảnh gọi dục có thể bị cấm lưu hành công khai, hoặc không, tuy nhiên phim thường quy định độ tuổi khán giả là 18+.
Những phim ảnh loại này bị cấm lưu hành ở Việt Nam.

### Sách báo tình dục, khiêu dâm
Là những sách báo, tài liệu kích dục, hướng dẫn tình dục, khơi gợi ham muốn tình dục. Một số tác phẩm xuất xứ từ châu Á có thể coi là những kinh điển trong đề tài này như Tố Nữ kinh, Nhục bồ đoàn, Kama Sutra. Tại một số quốc gia, đôi khi sách báo dạng này bị coi là những văn hóa phẩm đồi trụy, và những người truyền bá tác phẩm tương tự có thể bị xử lý hình sự.

## Dụng cụ tránh thai
Các sản phẩm giúp tránh thai cũng là một phần của công nghệ tình dục. Chúng có thể là các bài thuốc bí truyền xa xưa, viên tránh thai khẩn cấp hiện đại, bao cao su (cho nam giới và nữ giới), vòng tránh thai, que cấy v.v.